# Persona NON Grata
Persona NON Grata – drugi album studyjny polskiej grupy muzycznej NON Koneksja. Wydawnictwo ukazało się 6 grudnia 2010 roku nakładem wytwórni muzycznej Reformat4. Płyta została wyprodukowana w całości przez członka zespołu - Kriso. Gościnnie w nagraniach wzięli udział m.in. Don Winogron, Pablopavo, Kokot, Monilove, Bas Tajpan oraz Jermine Goldburne. Natomiast scratche wykonał Dejot.

## Lista utworów
Opracowano na podstawie materiału źródłowego.
1. "Persona non grata" (produkcja: Kriso) - 1:28
2. "Co przyniesie jutro" (produkcja: Kriso) - 3:37
3. "Dla sportu" (produkcja: Kriso, gościnnie: Don Winogron) - 3:59
4. "Impala "65 Familia" (produkcja: Kriso) - 4:50
5. "Jeśli nie masz dokąd iść" (produkcja: Kriso, gościnnie: Pablopavo) - 4:10
6. "Nekrolog II" (produkcja: Kriso, gościnnie: KS 76) - 5:00
7. "Czekam czekam" (produkcja: Kriso, gościnnie: Siara) - 4:16
8. "Diskopolo Life" (produkcja: Kriso, gościnnie: Kokot) - 4:34
9. "Tego chcą" (produkcja: Kriso, gościnnie: Ruff G) - 3:04
10. "Nigdy nie odejdę stąd" (produkcja: Kriso, gościnnie: Monilove) - 4:36
11. "Uważaj na przybłędę" (produkcja: Kriso) - 3:30
12. "Tak tu jest" (produkcja: Kriso, gościnnie: DNA) - 4:08
13. "Przyparty do lin" (produkcja: Kriso) - 3:55
14. "Pytam Cię" (produkcja: Kriso) - 5:04
15. "Ile jeszcze" (produkcja: Kriso, gościnnie: Bas Tajpan) - 3:38
16. "Bez odwrotu" (produkcja: Kriso, gościnnie: Szajka) - 4:11
17. "Dangerous" (produkcja: Kriso, gościnnie: Jermine Goldburne) - 4:57
18. "Non Finto" (produkcja: Kriso) - 1:23